# NGC 4108
NGC 4108 је спирална галаксија у сазвежђу Змај која се налази на NGC листи објеката дубоког неба.
Деклинација објекта је + 67° 9' 48" а ректасцензија 12h 6m 44,3s. Привидна величина (магнитуда) објекта NGC 4108 износи 12,3 а фотографска магнитуда 13,0. NGC 4108 је још познат и под ознакама UGC 7101, MCG 11-15-23, CGCG 315-15, IRAS 12042+6726, PGC 38423.